# 1524 год в науке
В 1524 году произошли различные научные и технологические события, некоторые из которых представлены ниже.

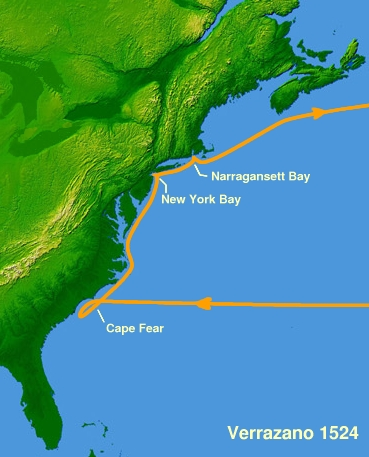
Маршрут экспедиции Верраццано

## События
- 17 января — Флорентиец Джованни да Верраццано, по поручению французского короля Франциска I, направился на судне «Дофина» с острова Мадейра в Новый Свет в попытке отыскать Северо-Западный проход к Тихому океану. Обследовав устье реки Гудзон и побережье будущей Новой Англии, он не обнаружил искомого прохода, и экспедиция 8 июля возвратилась в Европу[1][2].

## Публикации
- Петер Апиан: Cosmographicus liber, популярная книга по навигации[2].
- Адам Ризе: Coß («кос» — распространённый в те годы синоним «алгебры»).

## Родились
См. также: Категория:Родившиеся в 1524 году
- 7 сентября — Томас Эрастус, швейцарский врач (умер в 1583 году).

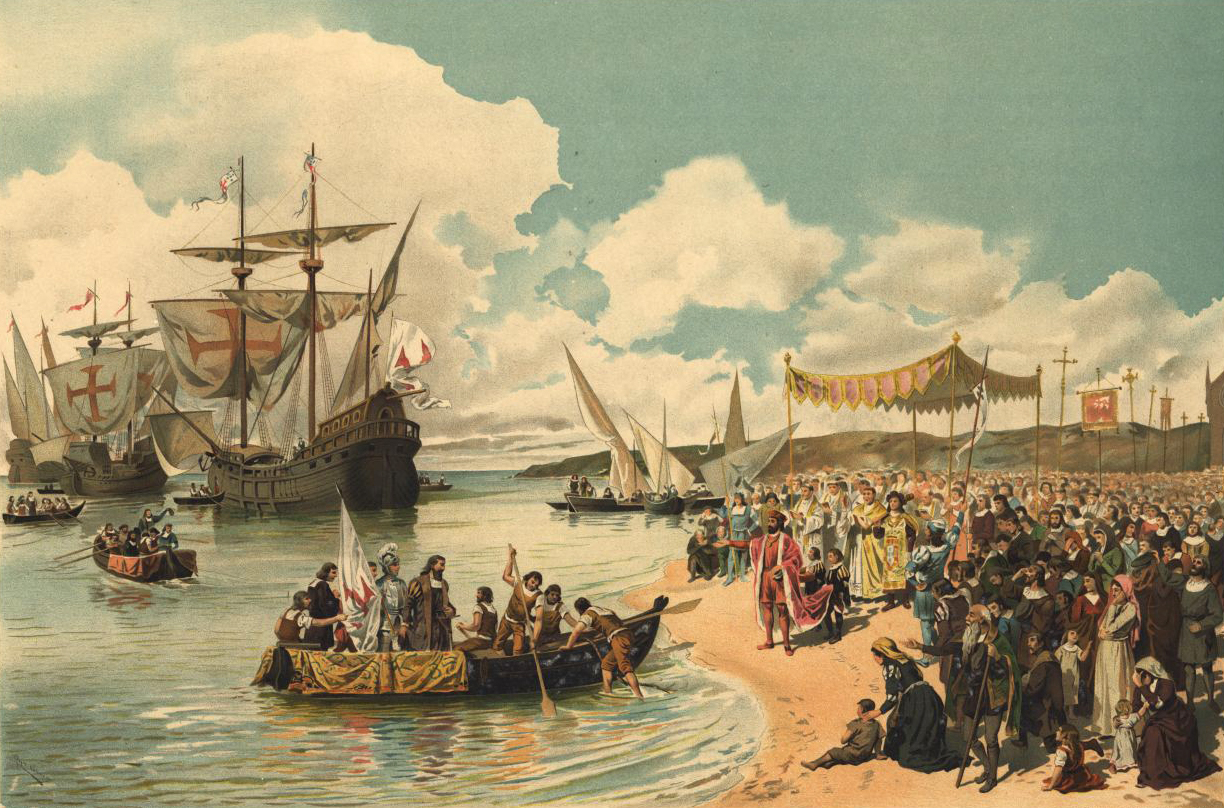
Васко да Гама отплывает из Лиссабона (1497 г.) Картина Альфредо Роке Гамейро, ок. 1900 г.

## Скончались
См. также: Категория:Умершие в 1524 году
- 20 декабря — Томас Линакр, английский врач и гуманист (род. в 1460 году).
- 24 декабря — Васко да Гама, португальский мореплаватель, первым проложивший морской путь в Индию (род. в 1469 году).